# 堀田友三郎
堀田 友三郎（ほった ともさぶろう、1945年8月 - ）は、日本の経営学者。東海学園大学名誉教授・専門は中小企業経営論、経営倫理論。

## 経歴
- 1968年3月：名古屋大学法学部法律学科卒業
- 1968年4月：三洋電機株式会社入社
- 1975年4月：中小企業診断士試験合格登録（登録番号：205319）
- 1977年11月：タナベ経営入社（経営コンサルタント）
- 1978年4月：学校法人常懐学園（現在の愛知産業大学）勤務
- 1998年4月：同学園名古屋法経情報専門学校校長、愛知産業大学短期大学教授、学園本部広報部長
- 2004年4月：愛知産業大学経営学部教授、経営学科長就任
- 2007年4月：東海学園大学経営学部教授、同大学院経営学研究科兼任
- 2017年3月：東海学園大学大学院経営学研究科長・教授を退任
- 2017年4月：東海学園大学名誉教授・大学院客員教授就任（中小企業経営特論）
- 2017年5月：一般社団法人教育サポート協会顧問就任

## 所属学会
- 日本マネジメント学会会員（元理事・中部部会長）
- 日本経営倫理学会シニアアドバイザー（元理事・中部地区研究会長）
- 日本企業経営学会会員・最高顧問
- 日本消費者教育学会名誉会員（元副会長）
- 日本産業経済学会名誉会員（元会長）
- 日本戦略MG教育学会名誉会員（元会長）
- 経営関連学会協議会（元監事）ほか

## 受任委員
- 文部省職業教育高度化開発委託研究員（1991年 - 2002年まで）
- 名古屋市消費生活センター運営協議会委員（名古屋市経済局長任命、1998年 - 2003年）
- 愛知労働局　雇用創出企画会議　委員（2003年 - 2007年）
- 財団法人あいち産業振興機構　委嘱診断員(2005年 - 2010年)
- NPO法人起業支援ネット「起業の学校」卒業審査委員（2005年 - ）
- 名古屋市中央卸売市場運営協議会委員（名古屋市長任命、2009年 2018年 ）
- みよし市総合計画審議会会長（みよし市長任命、2013年‐2015年）
- 名古屋市第四次中区地域福祉活動計画策定委員（2018－2019年）
- 名古屋市交通問題調査会委員（2019年ー2021年